# 埃格纳提亚大道
埃格纳提亚大道是古罗马人在公元前2世纪修建的道路，该大道穿越伊利里库姆行省、马其顿地区和色雷斯地区，是阿庇亞道的延续。大道起点为今阿尔巴尼亚的都拉斯，终点为拜占庭，总长为1120公里。